# Lepisorus annamensis
Lepisorus annamensis är en stensöteväxtart som först beskrevs av Carl Frederik Albert Christensen, och fick sitt nu gällande namn av Li Wang. Lepisorus annamensis ingår i släktet Lepisorus och familjen Polypodiaceae. Inga underarter finns listade.